# 31201 Michellegrand
31201 Michellegrand este o planetă minoră (asteroid), cu un diametru de 7,301 km, din centura de asteroizi. A fost descoperită pe 8 ianuarie 1998 la Caussols de OCA-DLR Asteroid Survey⁠(d). 
Obiectul prezintă o orbită caracterizată de o semiaxă mare de 3,0681901 UAi, o excentricitate de 0,11, o înclinație de 10,31992 ° în raport cu ecliptica.